# Lagföring
Lagföring, innebär att åklagare vid domstol åtalar för brott, som faller under allmänt åtal. Åtalet ska vara precist presenterat för domstolen och formulerat så att det klart framgår vilket eller vilka brott mot vilken lag som begåtts, hur omfattande brottet är, vilken bevisning åklagaren har för att kunna visa rätten att anklagelserna om brottet ifråga stämmer, samt vilka anspråk, enligt åklagaren, lagen har i påföljdsdelen och vad åklagaren kräver för påföljd i det enskilda fallet. 